# Косюга Володимир Іванович
Володимир Іванович Косюга (нар. 15 серпня 1950, Миколаївська область) — український політик, Алчевський міський голова (з червня 2013 року).

## Життєпис
Закінчив Комунарський гірничо-металургійний інститут (1978), інженер-будівельник; Луганський регіональний інститут менеджменту (1999), економіст.
З 1988 — директор Алчевського заводу залізобетонних виробів.
Депутат Луганської облради (з 2010).
До червня 2013 — перший заступник Алчевського міського голови.
Член Партії регіонів.
Одружений, має двох дітей.